# Düngerstreuer

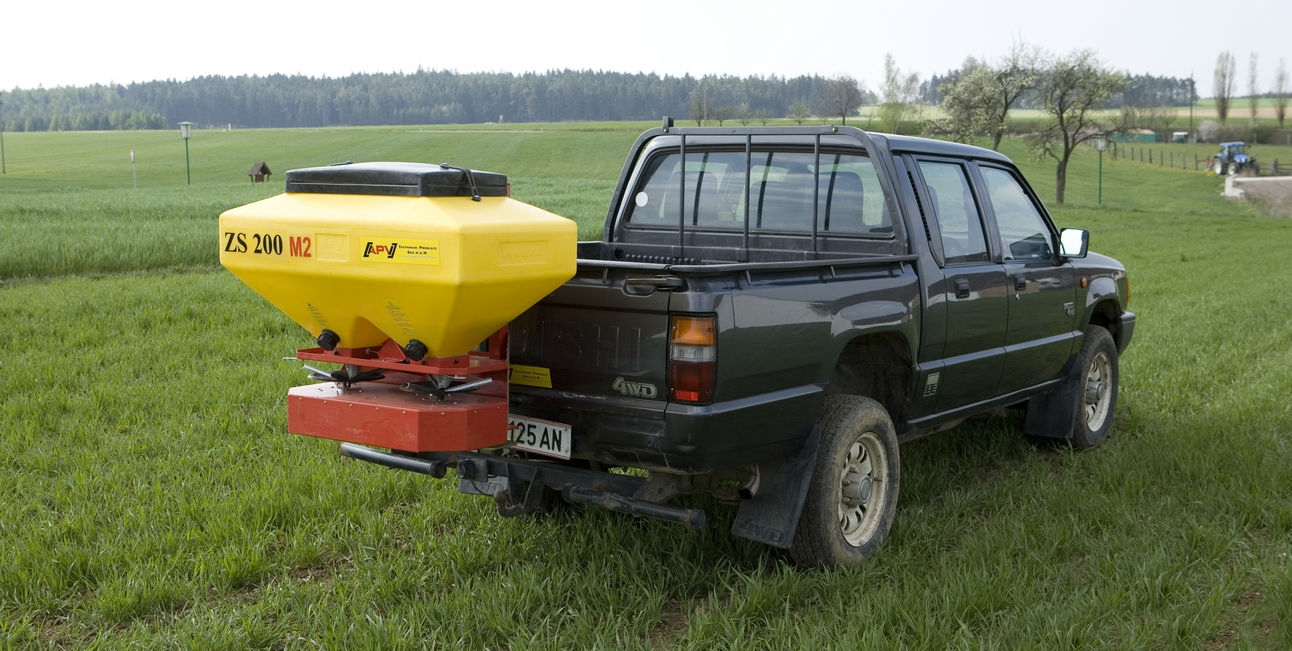
Kleiner Düngerstreuer mit elektrischem Antrieb, angebaut an Geländewagen

Ein Düngerstreuer ist ein Streugerät zur dosierten und gleichmäßigen Ausbringung körniger Dünger auf landwirtschaftlichen Nutzflächen wie Äckern oder Wiesen. Düngerstreuer werden als Anbaumaschine, zum Anhängen oder als Selbstfahrer gebaut. 

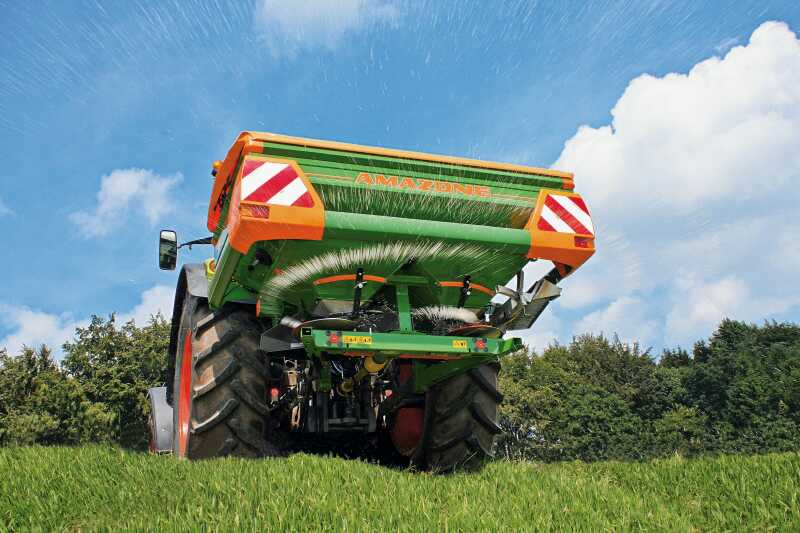
Scheibenstreuer (Zweischeiben-Zentrifugalstreuer) im Einsatz

Der Antrieb erfolgt zumeist entweder über einen Nebenabtrieb (Zapfwelle, Hydraulik) des Zug- bzw. Trägerfahrzeugs, es gibt aber auch Düngerstreuer mit Antrieb durch Elektromotoren oder Bodenantrieb über die Räder des Gerätes.

## Ausbringtechniken

### Schleuderstreuer
Die Schleuderstreuer werden nach Ausführung der Verteilorgane weiter in Pendelrohr- und Scheibenstreuer unterteilt.

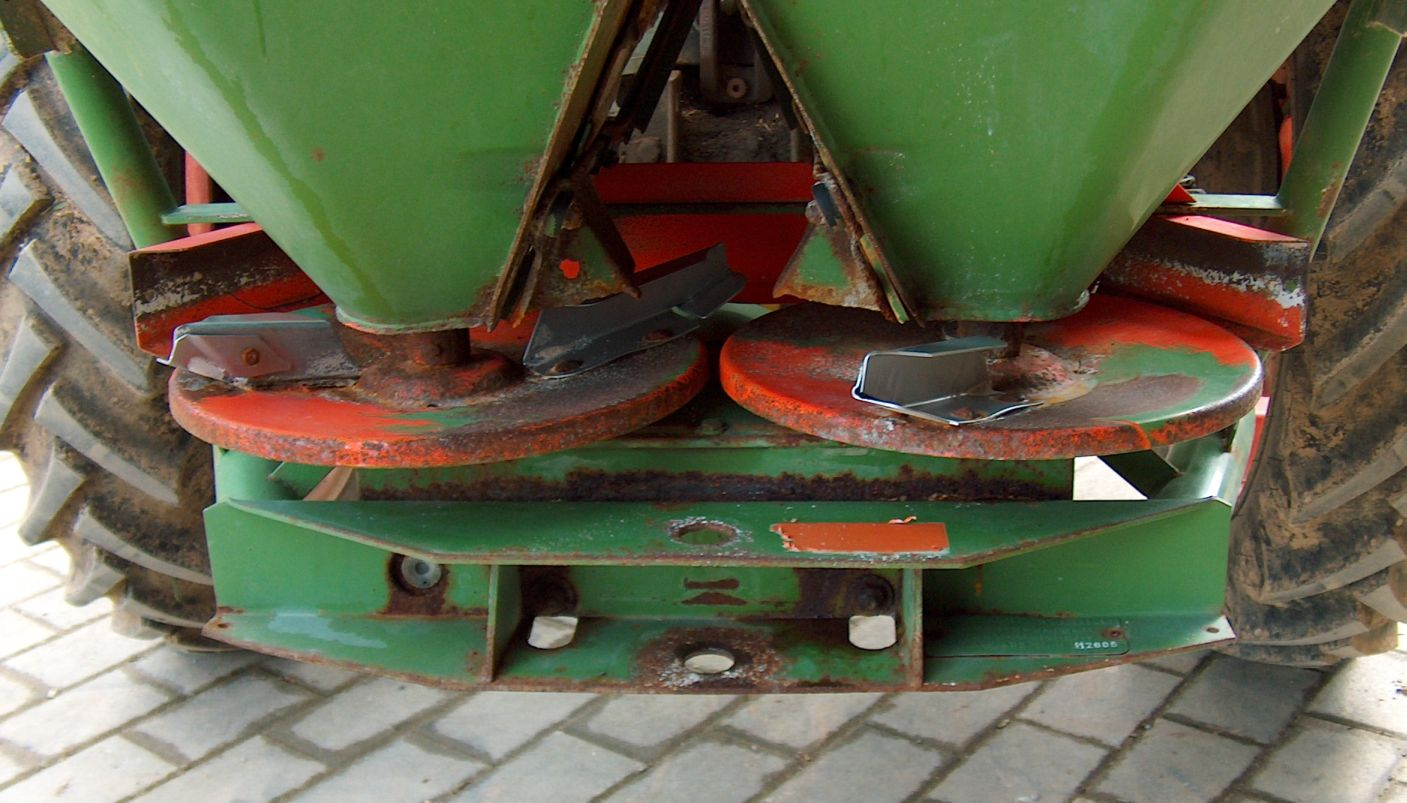
Streuscheiben mit Wurfleisten an einem Zweischeiben-Schleuderstreuer

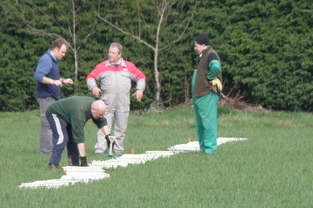
Auffangschalen zur Kontrolle des Streubildes

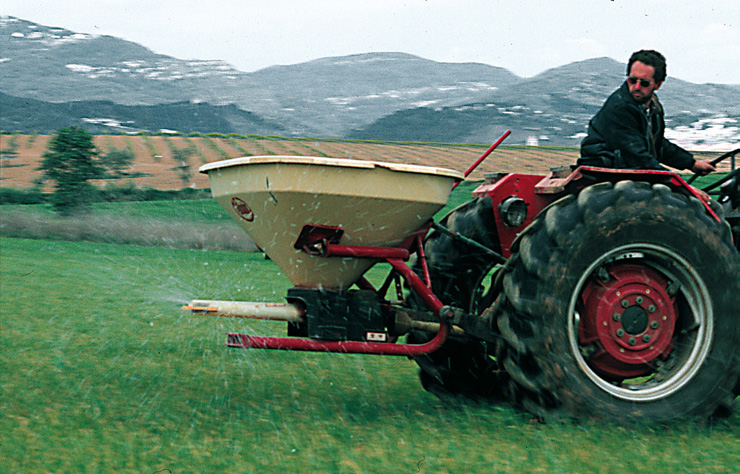
Pendelrohrstreuer

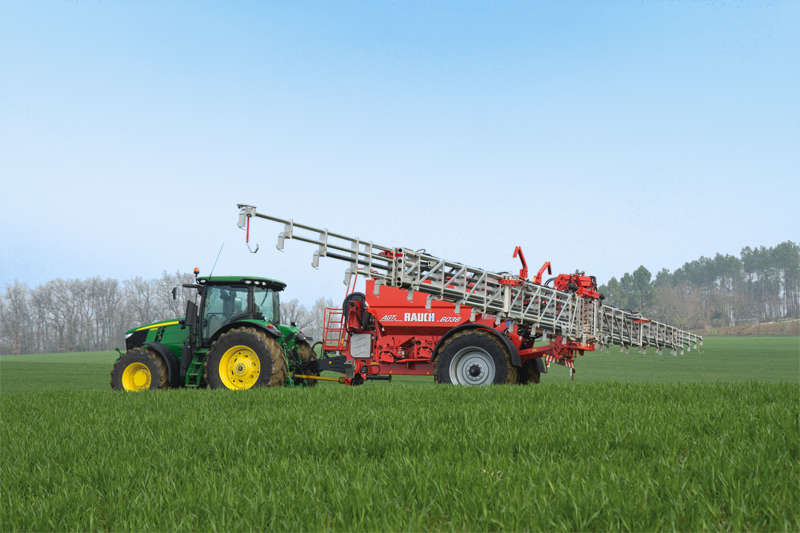
Pneumatischer Düngerstreuer mit 36 m Arbeitsbreite

Am weitesten verbreitet ist die Ausführung als Scheibenstreuer, auch Zentrifugalstreuer genannt, bei denen die Verteilung des Düngers mittels eines scheibenförmigen Schleuderwerks, ähnlich dem eines Streusalz-Streugerätes gegen Eisbildung auf Straßen, erfolgt. Bei dem Schleuderwerk handelt es sich um waagerecht oder nur leicht geneigt mit 700 bis 1000/min rotierende Scheiben, auf denen in etwa radial Wurfleisten aufgesetzt sind. Der ungefähr auf die Mitte der rotierenden Scheibe fallende Dünger wird von den Wurfleisten erfasst, beschleunigt und durch die entstehenden Zentrifugalkräfte fortgeschleudert. Das Wurfbild eines Scheibenstreuers ähnelt, soweit er nicht fortbewegt wird, einem Kreisringsektor, die Wurfweite ist von der Umdrehungsgeschwindigkeit der Scheibe und der Größe der Düngerkörner abhängig. Es werden Einscheiben-Zentrifugaldüngerstreuer und Zweischeiben-Zentrifugaldüngerstreuer produziert. Zweischeibenstreuer verfügen über eine präzisere Düngerverteilung, da etwaige Asymmetrien des Wurfbildes und der Wurfwinkel der Streuscheiben sich durch deren gegensinnige Drehrichtung ausgleichen. Mit Zweischeibenstreuern lassen sich Arbeitsbreiten von 10 bis 50 m erreichen, wobei Wind ein wesentlicher Einfluss bei der Ausbringung ist.
Beim Pendelrohrstreuer hingegen wird der Dünger durch ein hin- und herschwenkendes Rohr, dem Pendelrohr, verteilt. Die Pendelrohrstreuer verlieren in der landwirtschaftlichen Praxis trotz gleichmäßig symmetrischer Verteilung mehr und mehr an Bedeutung, da die Arbeitsbreiten auf maximal 12 bis 15 m begrenzt sind.
Bei beiden Arten der Schleuderstreuer wird die Menge des gestreuten Düngers über die Größe des Zulaufes vom Düngerbehälter zum Ausbringorgan hin reguliert. Damit ein konstanter Düngerzulauf erfolgt und sich im Behälter keine Klumpen bilden können, ist dieser in der Regel mit einer Rühreinrichtung ausgestattet. Bei den Schleuderstreuern nimmt die verteilte Menge des Düngers zu den beiden Rändern der Streufläche hin ab. Zur gleichmäßigen Bestreuung der gesamten Fläche werden daher die Anschlussfahrten zu den einzelnen Streubreiten mit Überdeckung einer Teilfläche vorgenommen. Durch die überdeckende Streuflächen ergibt sich zugleich der Vorteil, dass die Anschlussfahrten nicht besonders genau erfolgen müssen.

### Pneumatik- bzw. Exaktstreuer
Eine weitere Ausführungsart der Düngerverteilung ist der Pneumatikstreuer, auch Exaktstreuer genannt. Hier wird der Dünger in einen Luftstrom dosiert und von dem Luftstrom über Rohrleitung auf diverse an einem Gestänge über die Arbeitsbreite montierte Prallteller geblasen. Durch den Aufprall auf die Teller wird der Dünger breitgestreut. Zurzeit sind Gestänge- gleich Arbeitsbreiten bis 36 m verfügbar. Die Exaktstreuer ermöglichen eine sehr gleichmäßige Verteilung über die Arbeitsbreite, erfordern aber genaues Anschlussfahren und sind insbesondere bei staub- bzw. kleinkörnigem Dünger in der Ausbringungsgüte recht windempfindlich. 

### Schneckenstreuer
Bei den Schneckenstreuern wird das Streugut durch eine über die Arbeitsbreite reichende Schnecke gefördert, über einstellbare Öffnungen im Schneckenmantel erfolgt das Ausstreuen. Da aber abhängig vom jeweiligen Streugut die Fördermenge der Schnecke zum Rand der Arbeitsbreite hin abnimmt, erfordert jeder Wechsel der zu verteilenden Düngersorte aufwendige Einstellarbeiten an den Streuöffnungen im Schneckenmantel. Vorteilhaft ist aber die verhältnismäßig geringe Staubentwicklung beim Streuen staubförmiger Düngemittel wie Düngekalk oder Thomasmehl insbesondere, wenn unter die Streuöffnungen noch Schleppschläuche montiert sind.

### Kastendüngerstreuer

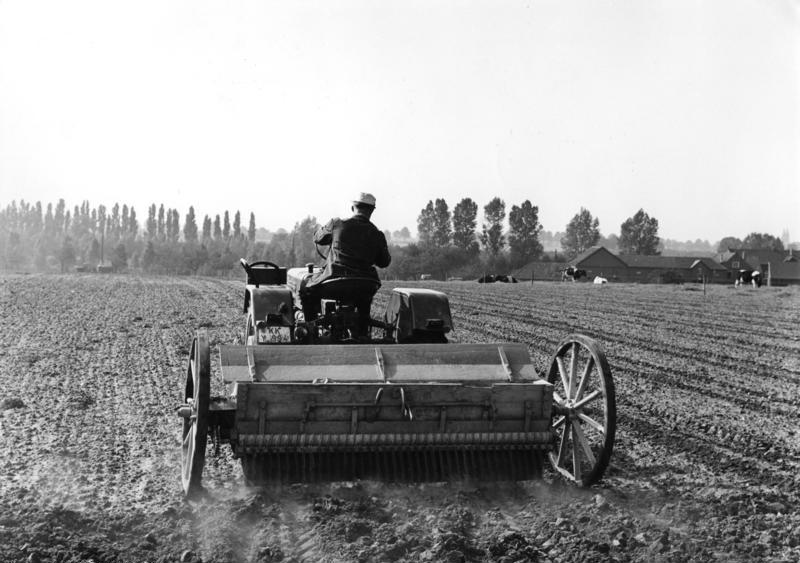
Kastendüngerstreuer im Einsatz (1957)

Kastendüngerstreuer verteilen den Dünger mit einer über die gesamte Streubreite reichenden Lochschiene und verschiedenen vorgeschalteten Rüttel- oder Rühraggregaten zur Nachführung des Streumaterials.
Sie sind in der landwirtschaftlichen Praxis bedeutungslos geworden.

## Anforderungen hinsichtlich Verteilung und Dosierung

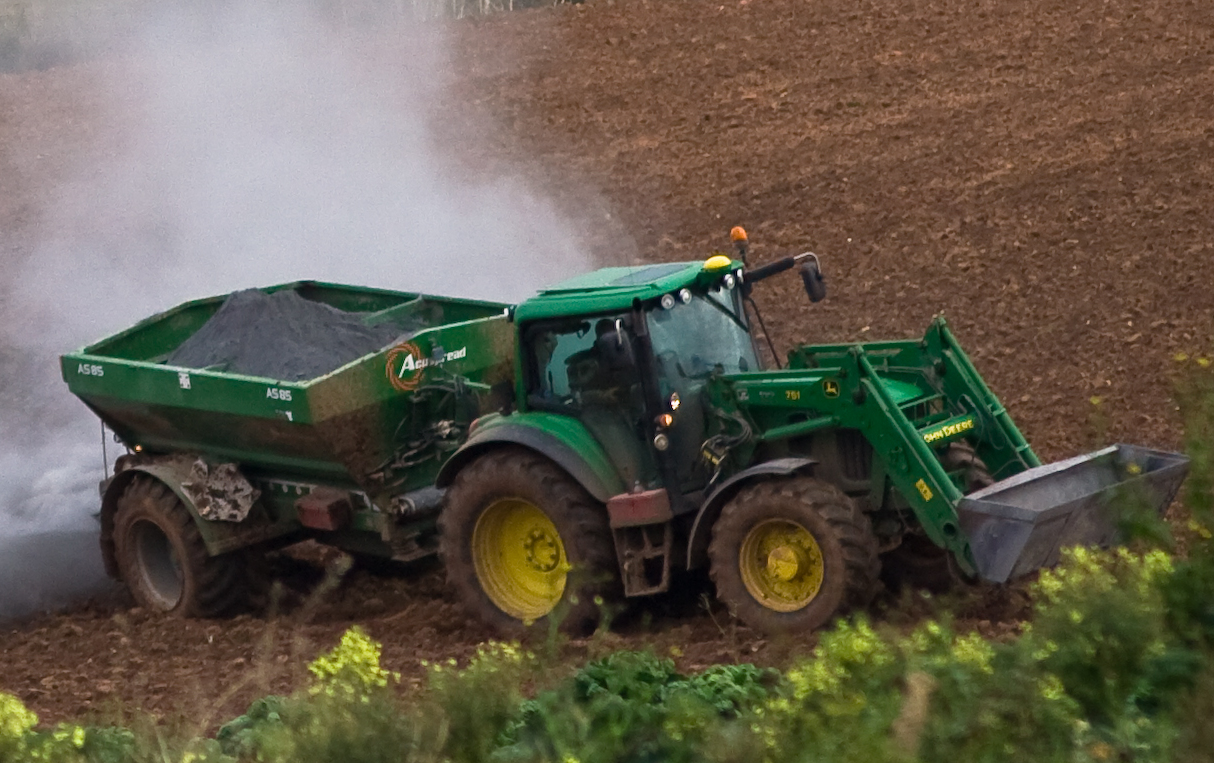
Gezogener Kalkstreuer bei der Ausbringung von speziellem Kalk

Die Geräte sind so konzipiert, dass eine pflanzenbaulich bedarfsgerechte Nährstoffversorgung durch entsprechende Einstellmöglichkeiten erreicht werden kann. Man unterscheidet hierbei zwischen der Verteilung in Längsrichtung (Fahrtrichtung) bzw. Querrichtung und der Mengendosierung. Zur optimalen Verteilung wird das Streuwerk auf die gewünschte Arbeitsbreite (zwischen 10 und 50 m) in Abhängigkeit von den Flugeigenschaften des Düngerkorns eingestellt. Zusätzlich muss auch die optimale Mengendosierung auf die Rieseleigenschaften des Düngers abgestimmt werden.

## Hersteller
Unter anderen entwickeln und produzieren folgende Unternehmen Düngerstreuer sowohl für die Landwirtschaft als auch für den Winterdienst; Amazone, Bogballe, Kverneland, Bredal, Rauch und Unia.